# Fysiologiske effekter af alkoholindtagelse
Indtagelse af alkohol (ethanol) har en række fysiologiske effekter på menneskekroppen.
Efter indtagelse af en tilstrækkelig mængde ethanol opnås beruselse. Efter rusen opleves tømmermænd, hvilket blandt andet viser sig ved hovedpine, svimmelhed og kvalme. Ved længerevarende overforbrug af ethanol kan der opstå skader på kroppens organer og/eller alkoholafhængighed.

## Optagelse
Ethanol i drikkevarer optages hurtigt i blodet gennem mavesækken og tarmene. Som tommelfingerregel optages ca. 20% af ethanolen gennem maven og 80% gennem tarmene.[kilde mangler] Denne fordeling kan dog ændres ved samtidig indtagelse af mad, der forsinker optagelsen igennem maven.[kilde mangler] Dette betyder samlet set, at ethanolen optages langsommere i kroppen, når man har mad i maven.[kilde mangler] Før i tiden havde man en forestilling om at kuldioxid-holdige drikke (såsom sodavand, danskvand og champagne) blandet med ethanol ville øge optagelseshastigheden af ethanol i blodet[kilde mangler]. Denne forestilling har vist sig at være forkert . 

### Fordeling
Ethanolen fordeles i den del af kroppen der indeholder vand, det vil sige blodet og væsken i og omkring cellerne. Kvinder bliver hurtigere påvirkede af ethanol end mænd, fordi de indeholder mere kropsfedt end mænd hvori ethanolen ikke kan opløses.
Den procentdel af kroppen hvori ethanolen kan optages kan tilnærmes til 55% for kvinder og 68% for mænd.[kilde mangler]
For udregning af promiller, se alkoholpromille.

### Ethanols nedbrydning i kroppen
Ethanol bliver fortrinsvis nedbrudt i leveren til acetaldehyd af enzymet alkoholdehydrogenase. Acetaldehyd bliver derefter omdannet til eddikesyre af enzymet acetaldehyddehydrogenase. Eddikesyren kan derefter nedbrydes ved kroppens normale metabolisme og bliver således til vand, kuldioxid og energi.
I kroppen sker forbrændingen i flere trin.
Først dannes der ethanal, eller acetaldehyd:
2 C2H5OH + O2 → 2 CH3CHO + 2 H2O
Ethanalen omdannes dernæst til eddikesyre:
2 CH3CHO + O2 → 2 CH3COOH
Eddikesyren forbrændes til kuldioxid og vand:
CH3COOH + 2 O2 → 2 CO2 + 2 H2O
Antabus forhindrer kroppens omdannelse af acetaldehyd,[kilde mangler] der er det stof, der primært fremkalder tømmermænd.[kilde mangler] Af denne grund medfører indtagelse af selv små mængder ethanol ubehagelige symptomer for folk på antabus.[kilde mangler]
Ethanol dannes også naturligt i kroppen i små mængder under metabolismen, forbrændingen af sukkerarter.

## Skadevirkninger

### Kræft
Indtagelse af ethanol er en væsentlig årsag til kræft i de organer, der kommer i kontakt med stoffet; disse omfatter struben, mundhulen, svælget, spiserøret, leveren, brystet og tyk- og endetarmen.